# اضطراب متجانس موحد الخواص
اضطراب متجانس موحد الخواص (بالإنجليزي: Homogeneous isotropic turbulence) يستخدم لتبسيط عدد من نماذج ديناميكا الموائع , المناظرة للمستويات المثالية عندما يكون التدفق المضطرب ذو خاصيتين :
1-	أحادي الخواص
2-	متجانس